# Arthrostylidium longiflorum
Arthrostylidium longiflorum är en gräsart som beskrevs av William Munro. Arthrostylidium longiflorum ingår i släktet Arthrostylidium och familjen gräs.
Artens utbredningsområde är Venezuela. Inga underarter finns listade i Catalogue of Life.